# جبريل فيدال
جبريل فيدال (بالإسبانية: Gabriel Vidal)‏ (5 أكتوبر 1969 ميورقة إسبانيا - ) هو لاعب كرة قدم إسباني يلعب كلاعب وسط، شارك في الألعاب الأولمبية الصيفية 1992.

## روابط خارجية
- جبريل فيدال على موقع الاتحاد الدولي (مؤرشف)  (الإنجليزية)
- جبريل فيدال على موقع قاعدة بيانات كرة القدم.إي يو (الإنجليزية)
- جبريل فيدال على موقع أوليمبيديا (الإنجليزية)